# (36050) 1999 RE18
1999 RE18 (asteroide 36050) é um asteroide da cintura principal. Possui uma excentricidade de 0.14470590 e uma inclinação de 9.03205º.
Este asteroide foi descoberto no dia 7 de setembro de 1999 por LINEAR em Socorro.